# Бестобинская поселковая администрация
Бестоби́нская поселко́вая администра́ция (каз. Бестөбе кенттік әкімдігі) — административная единица в составе городской администрации Степногорска Акмолинской области. Административный центр — посёлок Бестобе.

## История
В 1931 году на территории современного посёлка по следам горных выработок была обнаружена золотоносность нескольких кварцевых жил. Месторождение разрабатывается с 1932 г., когда 25 августа 1932 года было официально начато строительство рудника «Бестобе». Это положило начало созданию крупнейшего треста «Каззолото». На берегу небольшого озера была построена примитивная обогатительная фабрика, построены химлаборатория, около десятка жилых бараков и производственных помещений. треста «Каззолото».
Рудник Бестобе (прежнее наименование посёлка Бестобе) получил своё название «Бестобе» от пяти сопок. «Бес» — пять, «тобе» — сопка (на казахском языке). Рядом с посёлком расположен небольшой аул, в котором в годы СССР располагалось подсобное хозяйство рудника Бестобе, образованное тогда же, когда и сам рудник.
8 апреля 1940 года посёлок при руднике «Бестобе» получил статус рабочего посёлка, с этого момента отсчитывается время существования поселковой администрации.
В 1953—1991 гг. предприятие именовалось Горнообогатительный комбинат «Каззолото». В 2001 г. было создано АО Горно-металлургический концерн «Казахалтын». В 2019 году АО «АК Алтыналмас» приобрело контрольный пакет акций АО «ГМК КАЗАХАЛТЫН». По требованию инициативной группы жителей Бестобе была остановлена работа обогатительной фабрики (ОФ ТМО) близ Бестобе, это привело к затоплению шахтными водами подземного рудника. С июля 2021 года около 1400 работников рудника Бестобе находятся в вынужденном простое.
Решением акима Акмолинской области от 11 марта 1997 года посёлок Бестобе был передам в административное подчинение города Степногорска.

## Население
| Численность населения | Численность населения | Численность населения | Численность населения | Численность населения |
| 1989                  | 1999                  | 2009                  | 2017                  | 2020                  |
| --------------------- | --------------------- | --------------------- | --------------------- | --------------------- |
| 8520                  | ↘6656                 | ↘6335                 | ↗6748                 | ↘6689                 |

## Состав
В состав администрации входили 2 населённых пункта.
| № | Населённый пункт | Тип населённого пункта          | Население, 1989 | Население, 1999 | Население, 2009 |
| - | ---------------- | ------------------------------- | --------------- | --------------- | --------------- |
| 1 | Бестобе          | посёлок, административный центр | 8 239           | 6 497           | 6 201           |
| 2 | Подхоз           | село                            | 191             | 159             | 134             |

В настоящее время село «Подхоз» упразднено, оно было включено в состав посёлка Бестобе в качестве улицы Подхоз с жилыми домами № 1, 4, 7, 11, 14, 19, 24, 28, 40, которая 20 декабря 2018 года была переименована в улицу Кен дала. В 2017 году в бывшем селе «Подхоз» проживало 48 человек.

## Территория
Поселок Бестобе административно относится к Степногорской городской администрации, но анклавом расположен на территории Ерейментауского района. Посёлок Бестобе расположен в 83 км от города Степногорска на автодороге областного значения. Восточнее посёлка на расстоянии 6 км расположена одна улица бывшего села Подхоз, ныне присоединённая к посёлку. В 13,5 км находится село Изобильное, южнее в 10 км проходит река Селеты, в 54 км западнее находится село Богембай Ерейментауского района, в 26 км севернее расположено солёное озеро Жаксыгуз.
В южной части посёлка, рядом с жилой застройкой, расположен рудник по горнорудной добыче цветного металла. В восточной части находится хвостохранилище площадью около 100 га. Сама территория посёлка расположена в границах месторождения, что является не желательным фактором, так как требуется организация санитарно-защитной зоны в 1000 метров.
Территория поселковой администрации Бестобе по данным Отдела земельных отношений города Степногорска на 1 января 2017 года составляла 21 045 га и была распределена следующим образом:
- пашня — 615 га
- пастбища — 19 754 га
- прочие угодья — 51 га
- под застройкой — 625 га.

Территория в пределах границы посёлка Бестобе составляет 640 га.
Посёлок Бестобе представляет собой крупное поселение, застроенное в основном одноэтажной усадебной застройкой, за исключением 2-3-х этажных жилых домов квартирного типа. Всего в посёлке 1195 дворов, 54 здания квартирного типа с 870 квартирами. Существующий жилой фонд составляет 108,4 тыс. кв. метров и расположен в зоне горного отвода.

## Экономика
Основное производство в поселковой администрации — это горнодобывающее предприятие: филиал АО «ГМК Казахалтын» рудник Бестобе. Количество работающих — 1500 чел.
Обогатительная фабрика ТОО «Казахалтын Tehnology». Количество работающих — 300.
В поселке 3 крестьянских хозяйства (Алпысбаев Е., Ахметов Б., Майканова Г.).

## Объекты округа
Систему образования представляют три школы, из них 2 средние и одна основная. В основной школе поселка имеется спортивная площадка, также работают 3 частных детских сада.
Функционирует дом культуры «Рауан». Библиотечное обслуживание жителей поселка Бестобе осуществляется государственной библиотекой.
На территории администрации расположены: 1 стадион, 2 хоккейных корта, 2 оборудованных спортзала и 2 спортивные площадки по мини футболу.
Лечебное учреждение Бестобе состоит из Врачебной амбулатории и отделения Степногорской центральной горбольницы имеющей 5 круглосуточных и 18 дневных койко-мест. Имеется служба скорой помощи (одна бригада).